# Chủ tịch Hội đồng Trị sự Giáo hội Phật giáo Việt Nam
Chủ tịch Hội đồng Trị Sự Giáo hội Phật giáo Việt Nam là người đứng đầu Hội đồng Trị sự thuộc Giáo hội Phật giáo Việt Nam, thay mặt Giáo hội Phật giáo Việt Nam về mặt pháp lý Nhà nước trong mối quan hệ của Giáo hội ở trong nước và ở nước ngoài.
Khi Chủ tịch Hội đồng Trị sự có duyên sự đặc biệt phải vắng mặt, sẽ ủy quyền bằng văn bản cho một trong hai Phó Chủ tịch Thường trực để điều hành Hội nghị, Đại hội và các công việc của Giáo hội.
Chủ tịch Hội đồng Trị sự hoặc người được Chủ tịch Hội đồng Trị sự ủy quyền, giữ quyền phát ngôn của Giáo hội Phật giáo Việt Nam ở trong nước và ở nước ngoài.
Nếu Chủ tịch Hội đồng Trị sự khuyết vị khi chưa hết nhiệm kỳ, thì Ban Thường trực Hội đồng Trị sự tổ chức Hội nghị bất thường của Ban Thường trực Hội đồng Trị sự, để suy cử một trong hai Phó Chủ tịch Thường trực đảm nhiệm chức vụ Quyền Chủ tịch Hội đồng Trị sự, để điều hành công tác Phật sự và tiến hành thủ tục suy cử chính thức tại Hội nghị thường niên Trung ương Giáo hội gần nhất.
Một vị Chủ tịch Hội đồng Trị sự sẽ có nhiệm kỳ theo nhiệm kỳ của Đại hội Phật giáo Toàn quốc.

## Danh sách
Từ khi thành lập đến nay, Giáo hội Phật giáo Việt Nam đã có ba vị Chủ tịch Hội Đồng Trị sự:
| STT | Chân dung                                                                                              | Thọ đại giới   | Pháp phái        | Sơn môn              | Tại vị                                  | Trụ xứ                                                                            | Các chức vụ khác |
| --- | --- | -------------- | ---------------- | -------------------- | --------------------------------------- | --------------------------------------------------------------------------------- | --- |
| 1   | Đức Đệ Nhất Chủ Tịch Đại lão Hoà thượng Thích Trí Thủ 1909 - 1984                                      | 1929           | Lâm Tế Liễu Quán | Tổ đình Báo Quốc Huế | 1981 - 1984 (3 năm)                     | - Tổ đình Ba La Mật - Chùa Báo Quốc (Huế) - Tu viện Quảng Hương Già lam (TP. HCM) | Chức vụ sáng lập |
| 2   | Tập tin:Hòa thượng Thích Trí Tịnh.pngĐức Đệ Nhị Chủ tịch Đại lão Hoà thượng Thích Trí Tịnh 1917 - 2014 | 1945 (28 tuổi) | Lâm Tế           |                      | 1984 - 2014 (30 năm)                    | Chùa Vạn Đức (TP.HCM)                                                             | - Phó Chủ tịch Thường trực Hội đồng Trị sự kiêm Trưởng ban Tăng sự Trung ương (1981 - 1984) - Trưởng ban Trị sự Thành hội Phật giáo Thành phố Hồ Chí Minh (1982 - 1987) - Đệ nhất Phó Pháp chủ kiêm Giám luật Hội đồng Chứng minh GHPGVN (1992 - 2014) |
| 3   | Đức Đệ Tam Chủ Tịch Trưởng lão Hoà thượng Thích Thiện Nhơn 1950 - nay                                  | 1969           |                  |                      | 2014 - 2015 (Quyền Chủ tịch) 2015 - nay | Chùa Minh Đạo (TP.HCM)                                                            | Phó chủ tịch kiêm Tổng thư ký Hội đồng Trị sự (2007 - 2014) Phó Pháp chủ GHPG Việt Nam (2023-nay) |

## Vai trò
- Triệu tập Đại hội Đại biểu Phật giáo toàn quốc Giáo hội Phật giáo Việt Nam.
- Triệu tập Hội nghị thường niên Trung ương Giáo hội Phật giáo Việt Nam và Hội nghị Ban Thường trực Hội đồng Trị sự.
- Triệu tập Hội nghị bất thường do Ban Thường trực Hội đồng Trị sự Giáo hội Phật giáo Việt Nam đề nghị hoặc 2/3 tổng số thành viên Hội đồng Trị sự đề nghị. Thành phần Hội nghị bất thường, thể theo thành phần Hội nghị thường niên Trung ương quy định ở điều 46 Hiến chương.

## Phó Chủ tịch Thường trực
Trong Hiến chương của Giáo hội Phật giáo Việt Nam, Ban Thường trực Hội đồng Trị sự Giáo hội Phật giáo Việt Nam có 02 Phó Chủ tịch Thường trực.
Khi Chủ tịch Hội đồng Trị sự có duyên sự đặc biệt phải vắng mặt, sẽ ủy quyền bằng văn bản cho một trong hai Phó Chủ tịch Thường trực để điều hành Hội nghị, Đại hội và các công việc của Giáo hội. Nếu Chủ tịch Hội đồng Trị sự khuyết vị khi chưa hết nhiệm kỳ, thì Ban Thường trực Hội đồng Trị sự tổ chức Hội nghị bất thường của Ban Thường trực Hội đồng Trị sự, để suy cử một trong hai Phó Chủ tịch Thường trực đảm nhiệm chức vụ Quyền Chủ tịch Hội đồng Trị sự, để điều hành công tác Phật sự và tiến hành thủ tục suy cử chính thức tại Hội nghị thường niên Trung ương Giáo hội gần nhất.
| STT | Chân dung                             | Giáo phẩm  | Pháp danh         | Năm sinh/năm mất | Nhiệm kỳ    | Trụ trì                                                          | Các chức danh khác |
| --- | ------------------------------------- | ---------- | ----------------- | ---------------- | ----------- | ---------------------------------------------------------------- | --- |
| 1   |                                       | Hoà thượng | Thích Thế Long    | 1909 - 1985      | 1981 - 1985 | Chùa Cổ Lễ (Nam Định)                                            | - Phó Chủ tịch Quốc hội khóa VII |
| 2   | Tập tin:Hòa thượng Thích Trí Tịnh.png | Hoà thượng | Thích Trí Tịnh    | 1917 - 2014      | 1981 - 1984 | Chùa Vạn Đức (Thủ Đức)                                           | - Trưởng ban Tăng sự TW (1981 - 1987 & 1990 - 2014) |
| 3   |                                       | Hoà thượng | Thích Thiện Siêu  | 1921 - 2001      | 1984 - 2001 | Chùa Từ Đàm (Huế)                                                | - Trưởng ban Giáo dục Tăng, Ni (1987 - 2001) - Phó chủ tịch Hội đồng Phiên dịch Đại tạng kinh Việt Nam - Viện trưởng Học viện PGVN tại Huế (1997 - 2001)                                                                                             |
| 4   |                                       | Hoà thượng | Kim Cương Tử      | 1914 - 2001      | 1985 - 2001 | Chùa Trấn Quốc (Hà Nội)                                          | - Trưởng ban Nghi lễ (1981 - 1992) - Phó Viện trưởng Viện Nghiên cứu Phật học Việt Nam (1990 - 2001) - Viện trưởng Phân viện Nghiên cứu Phật học Việt Nam tại Hà Nội (1990 - 2001) - Viện trưởng Học viện Phật giáo Việt Nam tại Hà Nội(1990 - 2001) |
| 5   |                                       | Hoà thượng | Thích Thiện Hào   | 1911 - 1997      | 1992 - 1997 | Chùa Xá Lợi (TP.HCM)                                             | - Phó Chủ tịch HĐTS (1981 - 1992) |
| 6   | 222x222px                             | Hoà thượng | Thích Minh Châu   | 1919 - 2012      | 1997 - 2007 | Thiền viện Vạn Hạnh (TP. HCM) Tổ đình Tường Vân (Thừa Thiên Huế) | - Phó Chủ tịch HĐTS (1981 - 1997) - Tổng thư ký HĐTS (1981 - 1997) - Viện trưởng Viện Nghiên cứu Phật học Việt Nam (1987 - 2007) - Trưởng ban Phật giáo Quốc tế (1992 - 1997)                                                                        |
| 7   |                                       | Hoà thượng | Thích Thanh Tứ    | 1927 - 2011      | 2001 - 2011 | Chùa Bái Đính (Ninh Bình)                                        | - Phó Chủ tịch HĐTS (1997 - 2001) - Phó Tổng Thư ký HĐTS (1981 - 1997) - Chánh Văn phòng I Trung ương Giáo hội Phật giáo Việt Nam (1981 - 1997) - Viện trưởng Học viện Phật giáo Việt Nam tại Hà Nội (2001 - 2011)                                   |
| 8   |                                       | Hoà thượng | Thích Từ Nhơn     | 1926 - 2013      | 2002 - 2013 | Việt Nam Quốc Tự (Tp.HCM)                                        | |
| 9   |                                       | Hoà thượng | Thích Chơn Thiện  | 1942 - 2016      | 2007 - 2016 | Tổ đình Tường Vân (Thừa Thiên Huế)                               | - Trưởng ban Phật giáo Quốc tế (1997 - 2002) - Trưởng ban Giáo dục Tăng, Ni (2002 - 2016) - Phó ban Phật giáo Quốc tế (2002 - 2007) - Viện Trưởng Học viện Phật giáo Việt Nam tại Huế (2012 - 2016)                                                  |
| 10  |                                       | Hoà thượng | Thích Thanh Nhiễu | 1952             | 2011 - nay  | Chùa Tam Chúc (Hà Nam)                                           | |
| 11  |                                       | Hoà thượng | Thích Thiện Pháp  |                  | 2014 - nay  | Thiền viện Quảng Đức (TP.HCM)                                    | - Phó Tổng Thư ký HĐTS (2007 - 2017) - Chánh Văn phòng II TW GHPGVN (2012 - 2017) - Phó ban Tăng sự Trung ương (2012 - 2017) - Trưởng ban Tăng sự Trung ương (2017 - 2022)                                                                           |

## Phó Chủ tịch Hội đồng Trị sự
| STT | Chân dung | Giáo phẩm  | Pháp danh         | Năm sinh/năm mất | Nhiệm kỳ    | Trú trì                                                                 | Các chức danh khác |
| --- | --------- | ---------- | ----------------- | ---------------- | ----------- | ----------------------------------------------------------------------- | --- |
| 1   |           | Hoà thượng | Thích Thiện Hào   | 1911 – 1997      | 1981 - 1992 |                                                                         | - Phó Chủ tịch Thường trực HĐTS TW GHPGVN (1981-1992) |
| 2   |           | Hoà thượng | Thích Thanh Chân  | 1905 - 1989      | 1981 - 1989 |                                                                         | |
| 3   |           | Hoà thượng | Thích Bủu Ý       | 1917 – 1996      | 1981 - 1996 |                                                                         | |
| 4   |           | Hoà thượng | Thích Giới Nghiêm | 1921 - 1984      | 1981 - 1984 |                                                                         | |
| 5   | 201x201px | Hoà thượng | Thích Giác Nhu    | 1912 - 1997      | 1981 - 1987 |                                                                         | |
| 6   |           | Hoà thượng | Châu Mum          | 1921 - 2002      | 1981 - 2002 |                                                                         | |
| 7   | 193x193px | Hoà thượng | Thích Minh Châu   | 1919 - 2012      | 1981 - 1997 | Thiền viện Vạn Hạnh (TP Hồ Chí Minh) Tổ đình Tường Vân (Thừa Thiên Huế) | - Tổng thư ký HĐTS (1981 - 1997) - Viện trưởng Viện Nghiên cứu Phật học Việt Nam (1987 - 2007) - Trưởng ban Phật giáo Quốc tế (1992 - 1997) |
| 8   |           | Hoà thượng | Siêu Việt         | 1934 - 1997      | 1987 - 1997 |                                                                         | - Tăng trưởng Phật giáo Nam Tông. - Phó Ban Hoằng pháp Trung ương Giáo hội Phật giáo Việt Nam. - Phó Ban Tăng sự Trung ương Giáo hội Phật giáo Việt Nam. - Phó Ban Phật giáo Quốc tế Trung ương Giáo hội Phật giáo Việt Nam.                                   |
| 9   |           | Hoà thượng | Thích Tâm Thông   | 1916 – 1999      | 1987 - 1997 |                                                                         | - Phó Pháp chủ kiêm Chánh Thư ký Hội đồng Chứng minh Giáo hội Phật giáo Việt Nam. (1997 - 1999) - Phó ban Tăng sự TW (1992 - 1997) |
| 10  |           | Hoà thượng | Thích Hiển Pháp   | 1933 - 2018      | 1997 - 2012 |                                                                         | - Phó Tổng Thư ký HĐTS (1992 - 1997) - Tổng Thư ký HĐTS (1997 - 2007) Trưởng ban Phật giáo Quốc tế (2002 - 2007) |
| 11  |           | Hoà thượng | Thích Phổ Tuệ     | 1917 - 2021      | 1997 - 2007 |                                                                         | - Phó ban Tăng sự (1997 - 2007) |
| 12  |           | Hoà thượng | Thích Thanh Tứ    |                  | 2001 - 2011 |                                                                         | - Phó Chủ tịch Thường trực HĐTS (2001 - 2011) - Phó Tổng Thư ký HĐTS (1981 - 1997) - Chánh Văn phòng I Trung ương Giáo hội Phật giáo Việt Nam (1981 - 1997) - Viện trưởng Học viện Phật giáo Việt Nam tại Hà Nội (2001 - 2011)                                 |
| 13  |           | Hoà thượng | Thích Thuận Đức   |                  |             |                                                                         | - Trưởng ban Nghi lễ (1992 - 2002) |
| 14  |           | Hoà thượng | Thích Từ Nhơn     |                  |             |                                                                         | - Phó ban Tăng sự (1997 - 2007) - Phó trưởng Ban Thường trực Ban Tăng sự Trung ương (2012 - 2013) |
| 15  |           | Hoà thượng | Thích Hộ Nhẫn     |                  |             |                                                                         | |
| 16  |           | Hoà thượng | Thích Trí Quảng   |                  |             |                                                                         | - Trưởng ban Hoằng pháp TW (1981 - 2007) - Phó ban Phật giáo Quốc tế (2002 - 2007) Trưởng ban Phật giáo Quốc tế (2007 - 2017) - Viện trưởng Viện Nghiên cứu Phật học Việt Nam (2007 - 2017) - Viện Trưởng Học viện Phật giáo Việt Nam tại Tp.HCM (2012 - 2017) |
| 17  |           | Hoà thượng | Thích Thanh Huấn  |                  |             |                                                                         | - Trưởng ban Từ thiện Xã hội (2002 - 2007) |
| 18  |           | Hoà thượng | Thích Thanh Sam   |                  |             |                                                                         | - Phó Ban Nghi lễ TW (2002 - 2007) |
| 19  |           | Hoà thượng | Dương Nhơn        |                  |             |                                                                         | |
| 20  |           | Hoà thượng | Thích Đức Phương  |                  |             | Quốc Tự Diệu Đế (Thừa Thiên Huế)                                        | - Phó pháp chủ Hội đồng Chứng minh GHPGVN (2012 - 2017) |
| 21  |           | Hoà thượng | Thích Giác Toàn   |                  |             |                                                                         | - Trưởng ban Kinh tế tài chính TW (2002 - 2012) - Phó ban Giáo dục Tăng, Ni (2002 - 2007) - Phó trưởng Ban Thường trực Ban Giáo dục Tăng Ni Trung ương (phía Nam) (2012 - 2017) - Viện trưởng Viện Nghiên cứu Phật học Việt Nam (2017 - 2022)                  |
| 22  |           | Hoà thượng | Thích Quảng Tùng  |                  |             |                                                                         | - Trưởng ban Từ thiện xã hội (2007 - 2021) |
| 23  |           | Hoà thượng | Thích Thanh Nhiễu |                  |             |                                                                         | - Phó Tổng Thư ký HĐTS (1997 - 2007) - Phó Trưởng ban Tăng sự Trung ương (2012 - 2017) - Phó Trưởng ban Thường trực Tăng sự Trung ương (2017 - 2022) |
| 24  |           | Hoà thượng | Thích Bảo Nghiêm  |                  |             |                                                                         | - Trưởng ban Hoằng pháp TW (2007 - 2021) |
| 25  |           | Hoà thượng | Thích Thiện Nhơn  |                  |             |                                                                         | - Phó trưởng ban Tăng sự (1992 - 1997) - Phó Tổng Thư ký HĐTS (1997 - 2007) Tổng Thư ký HĐTS (2007 - 2017) |
| 26  |           | Hoà thượng | Thích Thiện Tâm   |                  |             |                                                                         | - Phó Trưởng ban Hoằng pháp - Phó Trưởng ban Thường trực Ban Phật giáo Quốc tế (2017 - 2022) |
| 27  |           | Hoà thượng | Thích Thiện Duyên |                  |             |                                                                         | - Trưởng ban Hướng dẫn Nam nữ cư sĩ Phật tử (1992 - 2012) |
| 28  |           | Hoà thượng | Thạch Sok Xane    |                  |             |                                                                         | - Phó Trưởng ban Tăng sự TW (2017 - 2022) |
| 29  |           | Hoà thượng | Thích Gia Quang   |                  |             |                                                                         | - Phó Tổng Thư ký HĐTS (2007 - 2012) - Trưởng Ban Thông tin Truyền thông (2012 - 2022) - Viện trưởng Phân viên NCPHVN tại Hà Nội (2017 - 2022) |
| 30  |           | Hoà thượng | Thích Thiện Tánh  |                  |             |                                                                         | - Trưởng ban Kiểm soát (2012 - 2022) |
| 31  |           | Hoà thượng | Thích Quảng Hà    | 1963             |             |                                                                         | - Phó Trưởng ban Thường trực Ban Kiểm soát (2012 - 2022) |
| 32  |           | Hoà thượng | Thích Thanh Quyết |                  |             |                                                                         | - Phó Trưởng ban Thường trực Ban Giáo dục Tăng Ni Trung ương (phía Bắc) (2012 - 2017) - Trưởng ban Giáo dục Tăng Ni (2017 - 2022) - Viện trưởng Học viện PGVN tại Hà Nội (2017 - 2022)                                                                         |
| 33  |           | Hoà thượng | Thích Khế Chơn    |                  |             | Chùa Thiên Minh (Thừa Thiên Huế)                                        | - Trưởng ban Hướng dẫn Phật Tử Trung ương - Trưởng ban Trị sự Giáo hội PGVN Tỉnh Thừa Thiên Huế |
| 34  |           | Hoà thượng | Thích Quảng Xả    |                  |             |                                                                         | |
| 35  |           | Hoà thượng | Đào Như           |                  |             |                                                                         | |
| 36  |           | Thượng toạ | Thích Đức Thiện   |                  |             |                                                                         | Phó Tổng Thư ký HĐTS (2012 - 2017) Chánh Văn phòng I TW GHPGVN (2012 - 2017) Tổng Thư ký HĐTS (2017 - 2022) Trưởng ban Phật giáo Quốc tế (2017 - 2022) |
| 37  |           | Thượng toạ | Thích Thiện Thống |                  |             |                                                                         | |